# Eu, Claudius (serial)
Eu, Claudius (în engleză I, Claudius, stilizat ca I·CLAVDIVS) este un serial de televiziune BBC din 1976, o adaptare după romanul omonim al lui Robert Graves din 1934 și după continuarea sa din 1935, Claudius zeul. Are un total de 12 episoade a câte 50 min. fiecare. Descrie domnia lui Tiberius, Caligula și Claudius.
Serialul a fost produs de Joan Sullivan și Martin Lisemore și regizat de Herbert Wise.

## Prezentare
Eu, Claudius urmărește istoria Imperiului Roman timpuriu, povestită de bătrânul împărat roman Claudius, din anul 24 î.Hr. până la moartea sa în anul 54 d.Hr.
Seria începe cu Augustus, primul împărat al Romei, care încearcă să găsească un moștenitor, iar soția sa, Livia, complotează să-și ridice propriul fiu Tiberius în această poziție. O otrăvitoare expertă, Livia folosește asasinarea sub acoperire și trădarea tuturor rivalilor pentru a-și atinge obiectivele, începând cu moartea lui Marcellus în 22 î.Hr. Complotul, trădarea și crima continuă timp de multe decenii, în timpul domniei lui Tiberius, conspirația politică a prefectului său pretorian Sejanus și domnia depravată a împăratului nebun Caligula, culminând cu ascensiunea accidentală la putere a unchiului său Claudius. Domnia luminată a lui Claudius este afectată de trădările soției sale adultere Messalina și ale prietenului său din copilărie, Irod Agripa. În cele din urmă, Claudius ajunge să accepte inevitabilitatea propriului său asasinat și consimte să se căsătorească cu nepoata sa plină de intrigi, Agrippina Minor Iulia, deschizând calea spre ascensiunea fiului său vitreg nebun, Nero, prin a cărui domnie dezastruoasă Claudius a sperat în zadar să se restabilească Republica Romană.

## Distribuție
- Derek Jacobi – Claudius
  - Ashley Knight – tânărul Claudius
- Siân Phillips – Livia
- George Baker – Tiberius
- John Hurt – Caligula
  - Robert Morgan – tânărul Caligula
- Brian Blessed – Augustus
- Patrick Stewart – Sejanus
- Margaret Tyzack – Antonia
  - Amanda Kirby – tânăra Antonia
- Patricia Quinn – Livia Drusilla
  - Katharine Levy – tânăra Livilla
- John Paul – Agrippa
- Sheila White – Messalina
- Christopher Biggins – Nero
- Ian Ogilvy – Nero Claudius Drusus
- David Robb – Germanicus
  - Gary Lock – tânărul Germanicus
- John Castle – Postumus (mai târziu numit Agrippa Iulius Cezar)
  - Alister Kerr – tânărul Postumus
- Fiona Walker – Agrippina
  - Diana Hutchinson – tânăra Agrippina
- Frances White – Iulia Caesaris
- James Faulkner – Herod Agrippa
  - Michael Clements – tânărul Herod
- Kevin McNally – Castor
- John Rhys-Davies – Naevius Sutorius Macro
- Christopher Guard – Marcus Claudius Marcellus
- Stratford Johns – Gnaeus Calpurnius Piso
- Bernard Hepton – Marcus Antonius Pallas
- John Cater – Tiberius Claudius Narcissus
- Barbara Young – Agrippinilla
- Beth Morris – Drusilla
- Simon MacCorkindale – Lucius Caesar
  - Russell Lewis – tânărul Lucius
- Sheila Ruskin – Vipsania Agrippina
- Angela Morant – Octavia Minor
- Graham Seed – Tiberius Claudius Caesar Britannicus
- Jo Rowbottom – Calpurnia
- Lyndon Brook – Appius Junius Silanus
- Sam Dastor – Cassius Chaerea
- Kevin Stoney – Thrasyllus din Mendes
- Freda Dowie – Milonia Caesonia & Sibila
- Irene Hamilton – Munatia Plancina
- Darien Angadi – Gaius Plautius Silanus
- Peter Bowles – Caratacus
- Norman Eshley – Marcus Vinicius
- John Bennett – Gaius Stertinius Xenophon
- Patsy Byrne – Martina
- Douglas Melbourne – Tiberius Gemellus
- Karin Foley – Helen
- Earl Rhodes – Gaius Caesar
- Richard Hunter – Drusus Caesar
- Cheryl Johnson – Claudia Octavia
- Isabel Dean – Lollia
- Liane Aukin – Aelia Paetina
- Moira Redmond – tânăra Domitia Lepida
- Bernard Hill – Gratus
- Norman Rossington – Sergent de gardă
- Lockwood West – Senator
- Nicholas Amer – Mnester
- Renu Setna – Antonius Musa
- Jennifer Croxton – Plautia Urgulanilla
- Charles Kay – Gaius Asinius Gallus
- Donald Eccles – Gaius Asinius Pollio
- Denis Carey – Titus Livius
- John Truscott – Bibliotecar
- Norman Shelley – Horațiu
- Carleton Hobbs –  Aristarchus
- Guy Siner – Pylades
- Edward Jewesbury – Titus
- Aubrey Richards – Lucius Visellius Varo
- Roy Purcell –  Publius Vitellius cel tânăr
- Jonathan Burn – Paullus Fabius Maximus
- Esmond Knight – Domitus
- Jon Laurimore – Gnaeus Cornelius Lentulus Gaetulicus
- Bruce Purchase –  Gaius Sabinus
- James Fagan – Asprenas și iubitul Iuliei
- Geoffrey Hinsliff – Rufrius
- George Little – Tortius
- Neal Arden – Cestius
- Sally Bazely – Poppea
- Jan Carey – Diana
- Peter Williams –  Gaius Silius Caecina
- Anne Dyson – Briseis
- George Pravda – Gershom
- Stuart Wilson – Gaius Silius
- Charlotte Howard – Scylla
- Manning Wilson – Gaius Vibius Marsus
- George Innes – Quintus Justus
- Linal Haft – Lucius Lusius Geta
- Kate Lansbury – Apicata
- Roger Bisley – Aulus Plautius și Senator
- Tony Haygarth – Claudius' Slave
- George Howe – Senator
- Pat Gorman – Căpitanul Gărzii
- Neil Dickson – Gardian
- Nick Willatt – Curier